# Macskagekkó
A macskagekkó (Aeluroscalabotes felinus) a hüllők (Reptilia) osztályába a  pikkelyes hüllők (Squamata) rendjébe, a gekkóalakúak (Gekkota) alrendjébe a gekkófélék (Gekkonidae) családjába és a macskagekkók (Aeluroscalabotinae)  alcsaládjába tartozó egyetlen nem (Aeluroscalabotes) egyetlen faja.

## Előfordulása
Indonézia, Malajzia, Szingapúr és  Thaiföld területén honos.

## Alfajai
- Aeluroscalabotes felinus felinus
- Aeluroscalabotes felinus multituberculatus

## Megjelenése
Testhossza 18 centiméter.
|  |